# 触媒化学気相成長法
触媒化学気相成長法（しょくばいかがくきそうせいちょうほう、略称：Cat-CVD、別称：ホットワイヤCVD）は、真空槽内で通電加熱した触媒体（主にタングステンなどの高融点金属）表面において原料ガスを分解し、生成する未結合手をもった分解種（遊離基）を直接もしくは気相中での反応過程を経た後に基板上に薄膜として堆積させる手法。
触媒体は数百から2,000℃程度まで加熱するが、基板を触媒体から離すことで、基板温度を常温から200℃程度の低温に保つことも可能で、プラスチックなどの熱に弱い素材の上に堆積を行うこともできる。原料ガスの利用効率は高く、場合によっては90%を超える。装置が単純でメートルサイズの大面積基板への堆積が容易であることも特徴の一つである。プラズマCVDと異なり、高エネルギー電子やイオンなどの荷電粒子の発生を抑えることができ、選択的な分解種（堆積前駆種）の生成が可能である反面、分解できる原料ガスには制約がある。本手法はもともと、アモルファスシリコン、微結晶シリコン、窒化シリコンなどの半導体関連薄膜の作製を念頭に開発されたものであるが、最近は高分子薄膜の作製や、大量に発生させることができる水素原子などを利用した表面改質、フォトレジストの除去などへの応用が広まりつつある。
このCat-CVD法は、北陸先端科学技術大学院大学の松村英樹教授が中心となって開発が進められてきた。現在では日本をはじめ、世界の研究機関で研究開発が進められている。また、発展形として、有機金属化合物原料を用いるMO-Cat-CVD(metalorganic catalytic CVD)が提案され、各種有機・無機ハイブリッド薄膜材料の作製に用いられている。